# Sataspes
Sataspes este un gen de molii din familia Sphingidae. Se folosesc de mimetism pentru a semăna cu albinele din genul Xylocopa.

## Specii
- Sataspes cerberus - G Semper, 1896
- Sataspes infernalis - (Westwood, 1847)
- Sataspes javanica - Roepke, 1941
- Sataspes leyteana - Brechlin & Kitching, 2009
- Sataspes negrosiana - Brechlin & Kitching, 2009
- Sataspes ribbei - Rober, 1885
- Sataspes scotti - Jordan, 1926
- Sataspes tagalica - Boisduval, 1875
- Sataspes xylocoparis - Butler, 1875

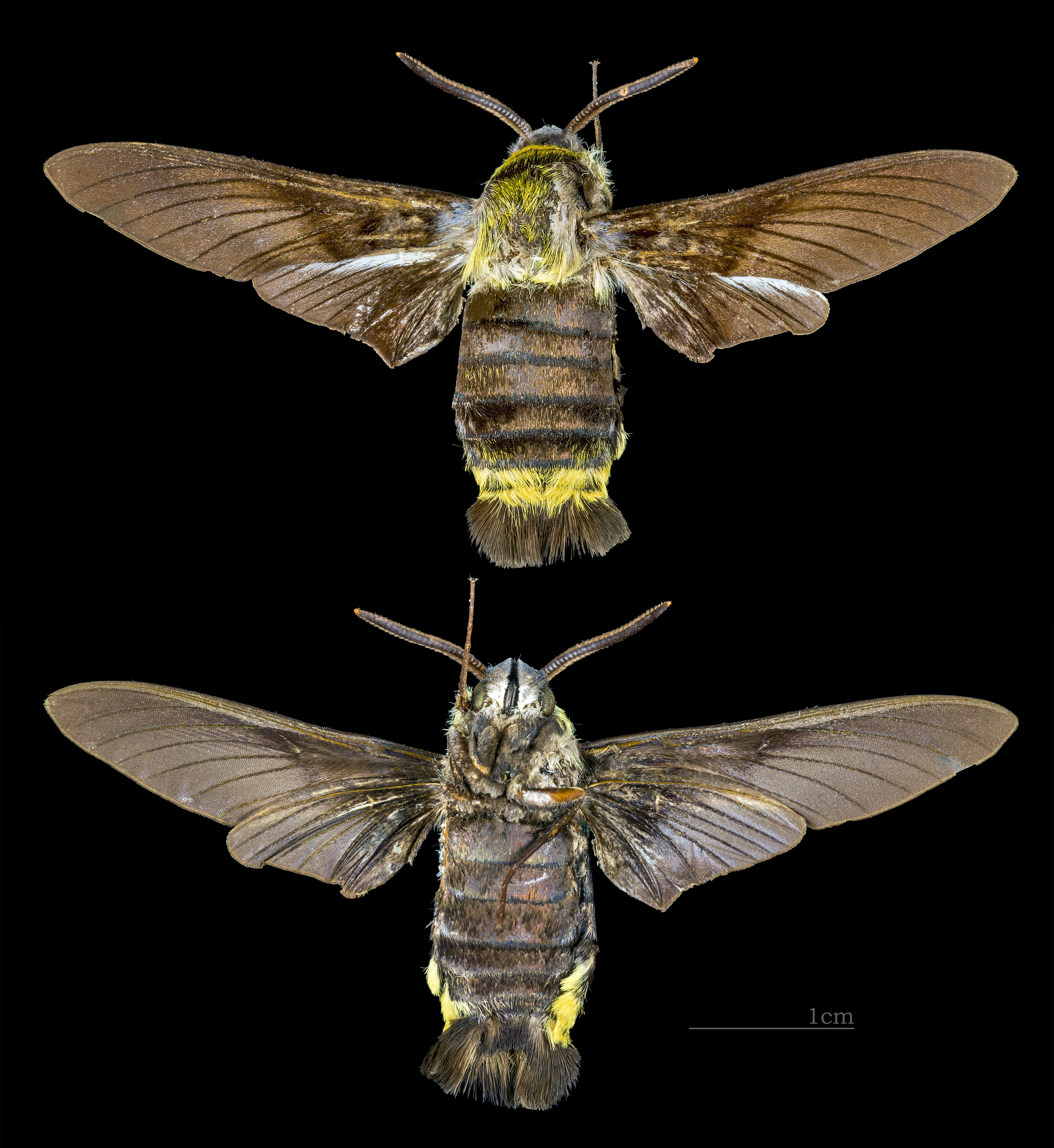
Sataspes infernalis
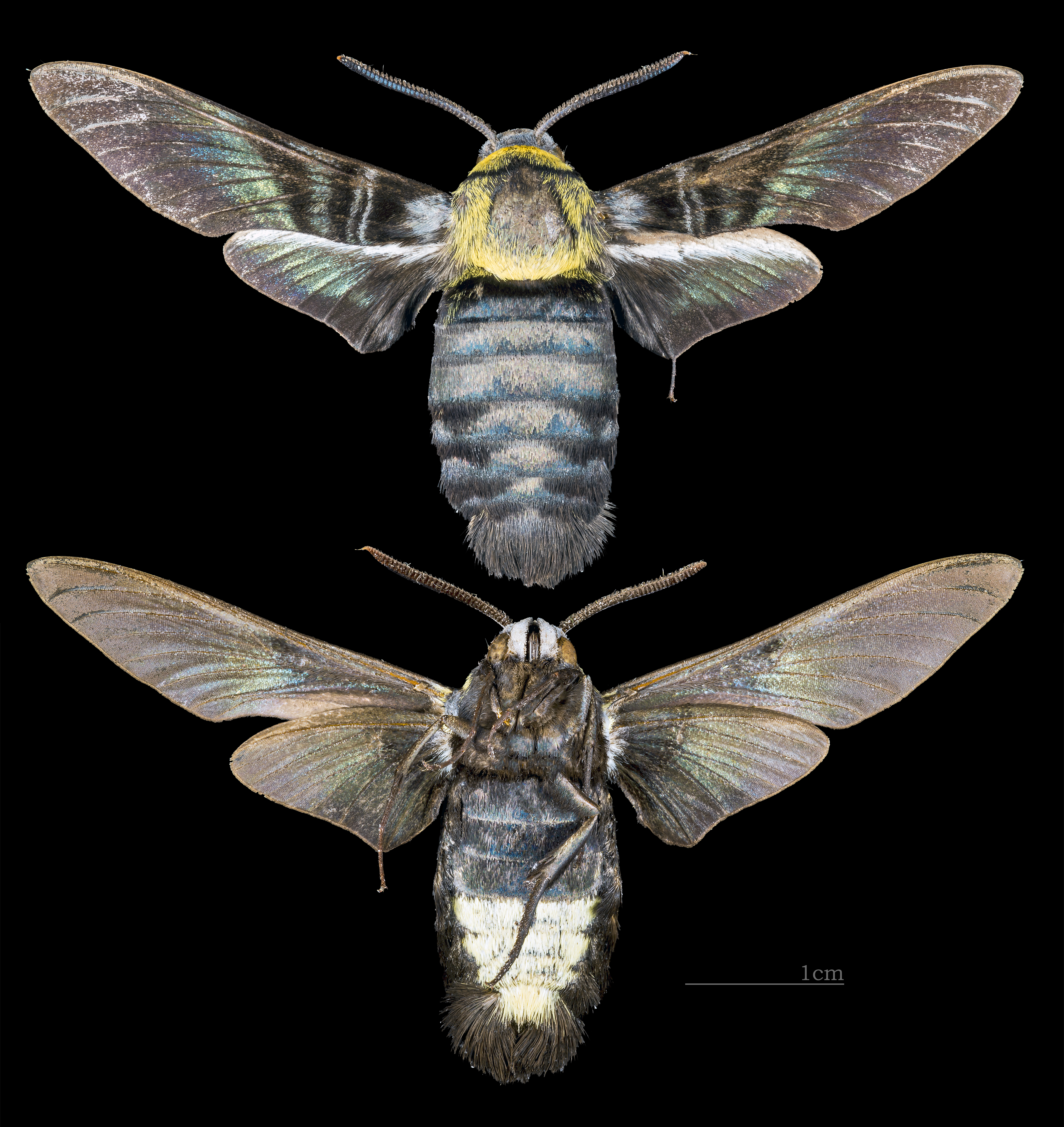
Sataspes tagalica